# Megacyclops
Megacyclops – rodzaj widłonogów z rodziny Cyclopidae. Nazwa naukowa tego rodzaju skorupiaków została opublikowana w 1927 roku przez niemieckiego zoologa Friedricha Kiefera.

## Podział systematyczny
Do rodzaju należą następujące gatunki:
- Megacyclops brachypus Kiefer, 1955
- Megacyclops donnaldsoni (Chappuis, 1929)
- Megacyclops dussarti Pesce & Maggi, 1977
- Megacyclops formosanus (Harada, 1931)
- Megacyclops gigas (Claus, 1857)
- Megacyclops latipes (Lowndes, 1927)
- Megacyclops magnus (Marsh, 1920)
- Megacyclops viridis (Jurine, 1820)